# Mohamed Ali Akid
Mohamed Ali Akid (arabe : محمد علي عقيد), né le 5 juillet 1949 à Sfax et mort le 12 avril 1979, est un footballeur tunisien.
Attaquant au Club sportif sfaxien, il dispute avec l'équipe de Tunisie la coupe du monde 1978. Il inscrit un total de seize buts en équipe nationale.

## Biographie
Ayant rejoint le Club sportif sfaxien à l'âge de quinze ans, il a la chance de faire partie d'un groupe qui a dominé les compétitions des jeunes de 1966 à 1970, avec Hammadi Agrebi, Noureddine Abid, Habib Trabelsi, Jameleddine Ayadi, Béchir Hajri, Rafik Nakkar, Hassen Trabelsi, etc. L'entraîneur Branislav Acimovic le remarque et le fait jouer à deux reprises avec les seniors en 1967-1968, mais il est jugé encore tendre pour la compétition. Il est à nouveau intégré en 1969-1970 mais ce n'est que l'année suivante qu'il arrache sa place en seniors. Jouant aussi bien comme attaquant de pointe que comme ailier, il rejoint l'équipe de Tunisie le 9 avril 1972 lors d'un match contre l'équipe de France espoirs où il marque son premier but international. Son parcours se poursuit au Club sportif sfaxien et en équipe nationale jusqu'en 1978.
Après le mondial 1978, il signe au Al-Nassr Riyad (Arabie saoudite). Il meurt le 12 avril 1979 à l'âge de 29 ans. Après la révolution tunisienne de 2011, sa famille demande en 2012 l'ouverture de sa tombe afin d'autopsier la dépouille. L'autopsie révèle la présence de deux balles.

## Palmarès
- Vainqueur du championnat de Tunisie cadets : 1966
- Vainqueur du championnat de Tunisie juniors : 1967
- Vainqueur de la coupe de Tunisie juniors : 1967, 1968 et 1970
- Vainqueur du championnat de Tunisie : 1971 et 1978
- Vainqueur de la coupe de Tunisie : 1971
- Vainqueur de la coupe de Palestine : 1973

## Statistiques
- Matchs en championnat de Tunisie : 190 (77 buts)
- Matchs en coupe de Tunisie : 21 (13 buts)
- Matchs en coupe du Maghreb des clubs champions : 2
- Sélections : 50
- Buts en sélections : 16[3]
  - 6 en coupe de Palestine
  - 4 en qualifications à la coupe du monde
  - 4 en qualifications puis en phase finale de la CAN 1978
  - 1 en éliminatoires des Jeux olympiques
  - 1 en match amical